# Fieseler Fi 103R
Il Fieseler Fi 103R, noto inizialmente come Reichenberg, era un velivolo militare monoposto ad ala media definibile come bomba volante pilotata, prodotto dall'azienda tedesca Gerhard-Fieseler-Werke GmbH negli anni quaranta. Era una versione pilotata della Wunderwaffe V1.
Sviluppato come dotazione al reparto speciale volontario della Luftwaffe 5.Staffel del Kampfgeschwader 200, conosciuto anche come Squadriglia Leonidas, faceva parte di un programma di missioni kamikaze pianificato nell'ultima fase della seconda guerra mondiale ma mai entrato in fase operativa.

## Storia del progetto
Verso la fine della seconda guerra mondiale la situazione bellica avversa alla Germania nazista si faceva sempre più preoccupante e si rese necessario da parte delle autorità militari di esortare l'industria bellica a trovare una soluzione per invertire le sorti del conflitto. In quest'ambito venne valutata anche la possibilità di costituire dei reparti speciali costituiti da piloti volontari in grado di dare il proprio contributo in missioni operative suicide.
A questo scopo, su diretto suggerimento di Adolf Hitler, venne creato un nuovo squadrone inquadrato all'interno del Kampfgeschwader 200, il 5.Staffel meglio conosciuto come Squadrone Leonidas, dove i piloti erano tenuti a firmare un documento in cui affermavano: "Con la presente volontariamente chiedo di essere arruolato nel gruppo suicida come parte di un aliante-bomba a pilotaggio umano. Comprendo perfettamente che l'impiego operativo in tale veste comporterà la mia morte". Come equipaggiamento vennero inizialmente considerati adatti sia il Messerschmitt Me 328 che il Fieseler Fi 103 (meglio noto come bomba volante V1) opportunamente modificati, ma dopo una valutazione comparativa si preferì il primo abbinato ad un ordigno da 900 kg.
La conversione tuttavia si rivelò difficoltosa al punto che Heinrich Himmler ritenne fosse più opportuno annullare il progetto. Hitler però, convinto dell'utilità del reparto, per rilanciarne l'attività contattò Otto Skorzeny, grazie all'esperienza acquisita negli studi riguardanti possibilità di utilizzare siluri con equipaggio umano contro unità navali alleate. Vennero iniziati gli studi di fattibilità sul V1 al quale venne assegnato il nome in codice "Projekt Reichenberg" (da Reichenberg, il capoluogo della regione storica cecoslovacca Sudetenland, ora nota come Liberec).
Lo sviluppo del "Reichenberg-Geräte" (apparecchiatura Reichenberg), come veniva definito il Fi 103R, riguardava una serie di modifiche apportate al V1, la più appariscente delle quali era l'adozione di una cabina di pilotaggio chiusa da un cupolino asportabile, soluzione che venne preferita per dare comunque un'opportunità di salvezza al pilota impegnato nella missione d'attacco.

### Lo sviluppo affidato al DFS
Nell'estate del 1944 il Deutsche Forschungsanstalt für Segelflug (DFS), l'istituto di ricerca per il volo a vela con sede ad Ainring, assunse il compito di sviluppare la versione pilotata del V1 riuscendo a realizzare in solo pochi giorni un esemplare da destinare alle prove e ad installare una linea di produzione presso Dannenberg.
Il V1 venne trasformato nel Reichenberg inserendo nella cellula un piccolo abitacolo nella posizione immediatamente davanti alla presa d'aria del pulsogetto, dove nel V1 standard erano inseriti i serbatoi dell'aria compressa. La cabina di pilotaggio era essenziale, dotata di una minima strumentazione di volo ed un sedile avvolgente realizzato in compensato, chiusa da un tettuccio, realizzato in un unico pezzo, che incorporava un pannello corazzato frontale ed un'apertura laterale per consentire l'accesso al pilota. I due serbatoi dell'aria compressa vennero sostituiti da uno solo, montato nella parte posteriore, andando ad occupare lo spazio che normalmente ospitava nel V1 il pilota automatico. Le ali vennero modificate integrando bordi metallici in grado di tagliare i cavi dei palloni da sbarramento.
La proposta avanzata fu che il velivolo fosse trasportato da un velivolo madre, un bombardiere Heinkel He 111, in grado di agganciarne uno o due sotto le ali e sganciandoli in prossimità del bersaglio. Il pilota lo avrebbe condotto sull'obbiettivo, sganciando il tettuccio poco prima di raggiungerlo e lanciandosi con il paracadute. Tuttavia la vicinanza della presa d'aria del motore comprometteva la facilità dell'operazione al punto che il calcolo della percentuale di sopravvivenza dei piloti risultava intorno all'1%.

## Impiego operativo

### Formazione
La formazione dei piloti iniziava su alianti convenzionali, per dar loro la capacità di gestire il mezzo aereo durante il volo a vela, proseguendo poi su speciali alianti, modificati adottando una velatura dalla ridotta apertura alare ed in grado di effettuare manovre di picchiata raggiungendo i 300 km/h. La terza fase prevedeva l'istruzione sull'R-II, la variante biposto del Reichenberg.
L'addestramento avanzato veniva effettuato sugli R-I ed R-II ed anche se la manovra di atterraggio sul pattino ventrale risultava difficoltosa, i modelli risultavano possedere un buon comportamento in volo per cui si ipotizzava che i Selbstopfer, i piloti volontari destinati alla Squadriglia Leonidas, potessero essere ben presto in grado di effettuare missioni operative. Albert Speer, in un dispaccio inviato ad Hitler il 28 luglio 1944, suggeriva di non sprecare mezzi e uomini su obbiettivi sul suolo francese e che sarebbero stati più efficaci contro centrali elettriche in territorio sovietico.

### Voli di prova

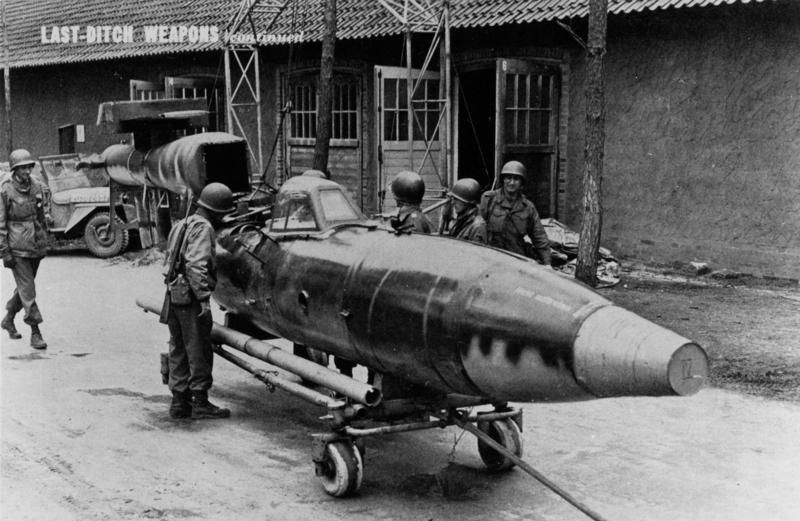
Soldati statunitensi ispezionano un Fieseler Fi 103R, 1945.

Per quello che si può considerare il primo vero e proprio volo bisognerà aspettare il settembre 1944, quando un Reichenberg venne sganciato da un He 111 nel cielo sopra a Lärz. Il volo tuttavia si rivelò un insuccesso in quanto il velivolo si schiantò dopo che il pilota ne aveva perso il controllo a causa dell'accidentale azionamento del dispositivo di distacco del cupolino. Anche il secondo volo, effettuato il giorno seguente, si concluse con un incidente. Gli incidenti si susseguirono, problema che il reparto tecnico non riusciva a spiegarsi: diversi piloti collaudatori chiamati a testare in volo le caratteristiche del velivolo rimasero uccisi perché non erano in grado di compiere la manovra di atterraggio. Per cercare di risolvere l'anomalia vennero contattati Heinz Kensche ed Hanna Reitsch che avviarono una serie di voli di prova al fine di trovarne la causa.
Entrambi furono protagonisti di alcuni incidenti dai quali comunque uscirono indenni. Il 5 novembre 1944 durante il secondo volo di prova dell'R-III, una semiala si staccò a causa delle vibrazioni tuttavia Kensche riuscì ad azionare il paracadute di sicurezza pur se con qualche difficoltà a causa delle ridotte dimensioni dell'abitacolo..
La Reitsch effettuò una serie di atterraggi simulati ad alta quota, ripetendo le operazioni suggerite per l'atterraggio sfruttando lo spazio aereo per avere il tempo di richiamare il velivolo, scoprendo che il Fi 103R possedeva una velocità di stallo estremamente alta e che i precedenti piloti, che non avevano esperienza di volo ad alta velocità, affrontavano questa fase con una velocità troppo bassa. La sua raccomandazione fu quindi di mantenere una velocità di atterraggio molto più elevata, manovra poi introdotta nella formazione dei Selbstopfer.

### Cancellazione del programma
Dopo che Werner Baumbach assunse il comando del KG 200, nell'ottobre 1944, prese la decisione di accantonare lo sviluppo del Reichenberg in favore del progetto Mistel. Baumbach e Speer riuscirono finalmente ad avere un incontro con Hitler il 15 marzo 1945 dove argomentarono che le missioni suicide non erano parte delle tradizioni militari tedesche, convincendolo ad approvare la loro sospensione. Più tardi, quello stesso giorno, Baumbach ordinò lo scioglimento dell'unità Reichenberg.

## Varianti
Dati estratti da:
Fi 103R-I
versione monoposto da addestramento, priva di motore.
Fi 103R-II
versione biposto da addestramento con il secondo abitacolo posizionato dove normalmente era situata la testata.
Fi 103R-III
versione monoposto da addestramento, equipaggiata con la sola presa d'aria del pulsogetto per la formazione delle operazioni di lancio.
Fi 103R-IV
versione operativa standard.

## Utilizzatori
Germania
- Luftwaffe

## Esemplari attualmente esistenti
Al gennaio 2017 sono sei gli esemplari esposti, conservati o in fase di restauro, presso strutture museali di tutto il mondo, alcuni originali, altri sensibilmente ricostruiti, altri ancora solo repliche: 
- Flying Heritage Collection, Everett (Washington), Stato di Washington, Stati Uniti d'America.[10]
- Canadian War Museum, Canada (in fase di restauro dal 2009).
- Fieseler Fi 103R-IV «Reichenberg-Gerät» No 126, Coupole d'Helfaut, Wizernes, Francia.[11]
- Fi 103R4, W/nr 6/2080 BAPC 91: di proprietà Lashenden Air Warfare Museum, Headcorn, Kent, Regno Unito, al gennaio 2017 l'esemplare risulta in fase di restauro in Germania)[12]
- Stinson Air Field, San Antonio, Texas, Stati Uniti d'America.[13]
- Fi 103R: Olympic Flight Museum, Tumwater, Stato di Washington, Stati Uniti d'America: replica quasi integrale, realizzata in gran parte in fibra di vetro, integra parte della coda da esemplare originale catturato al termine della seconda guerra mondiale.

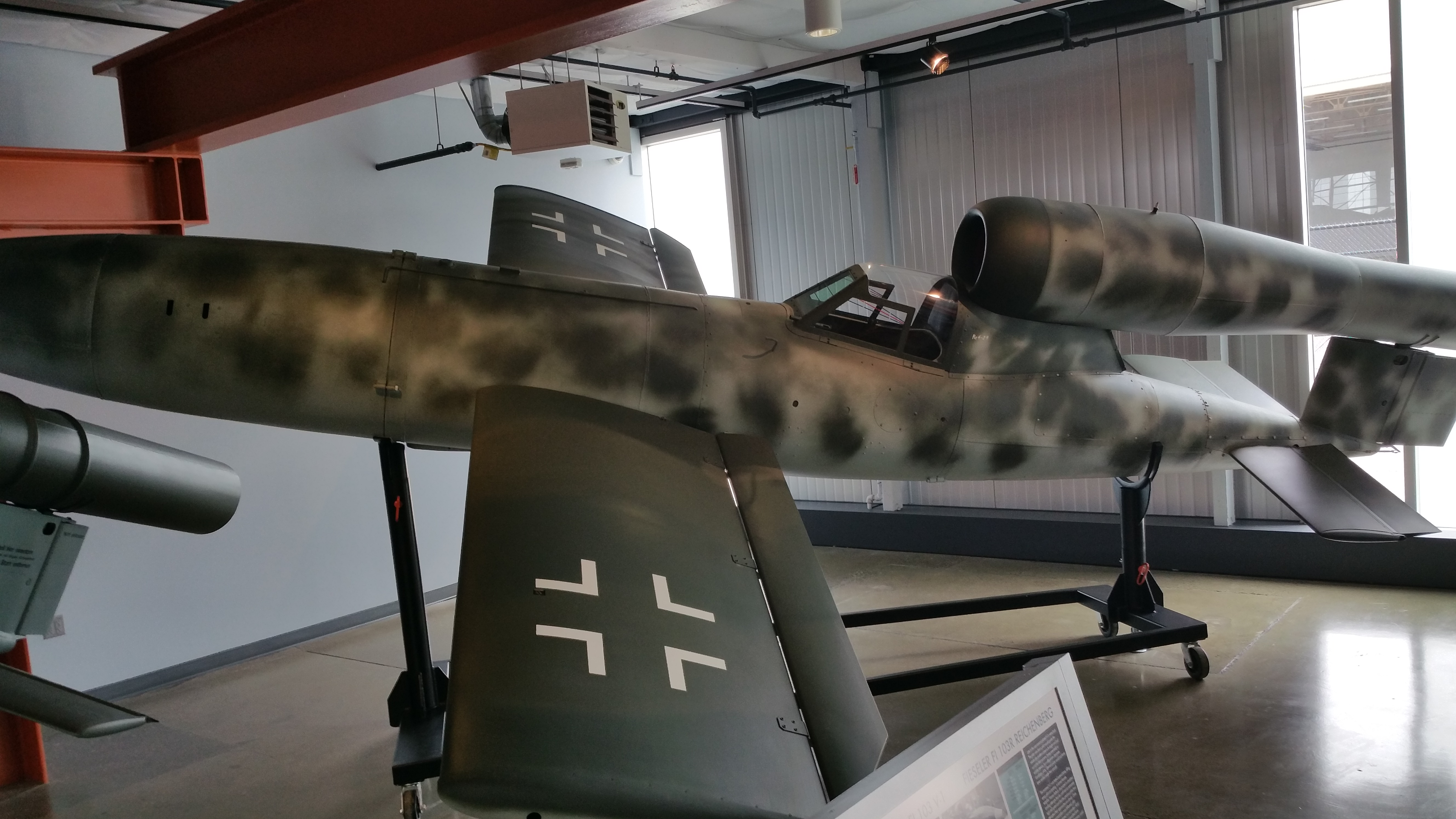
Flying Heritage Collection
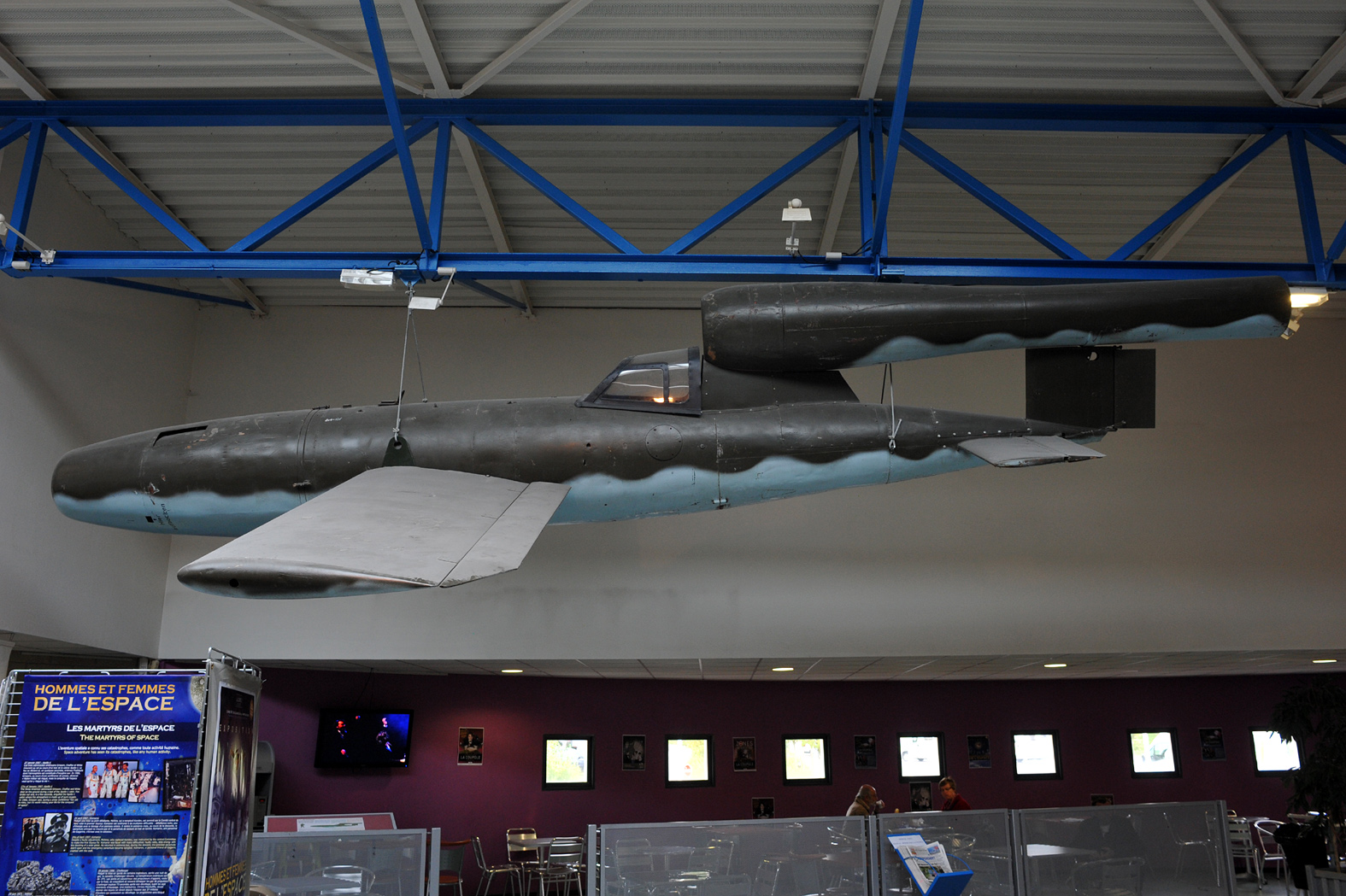
Coupole d'Helfaut: il 103R esposto.
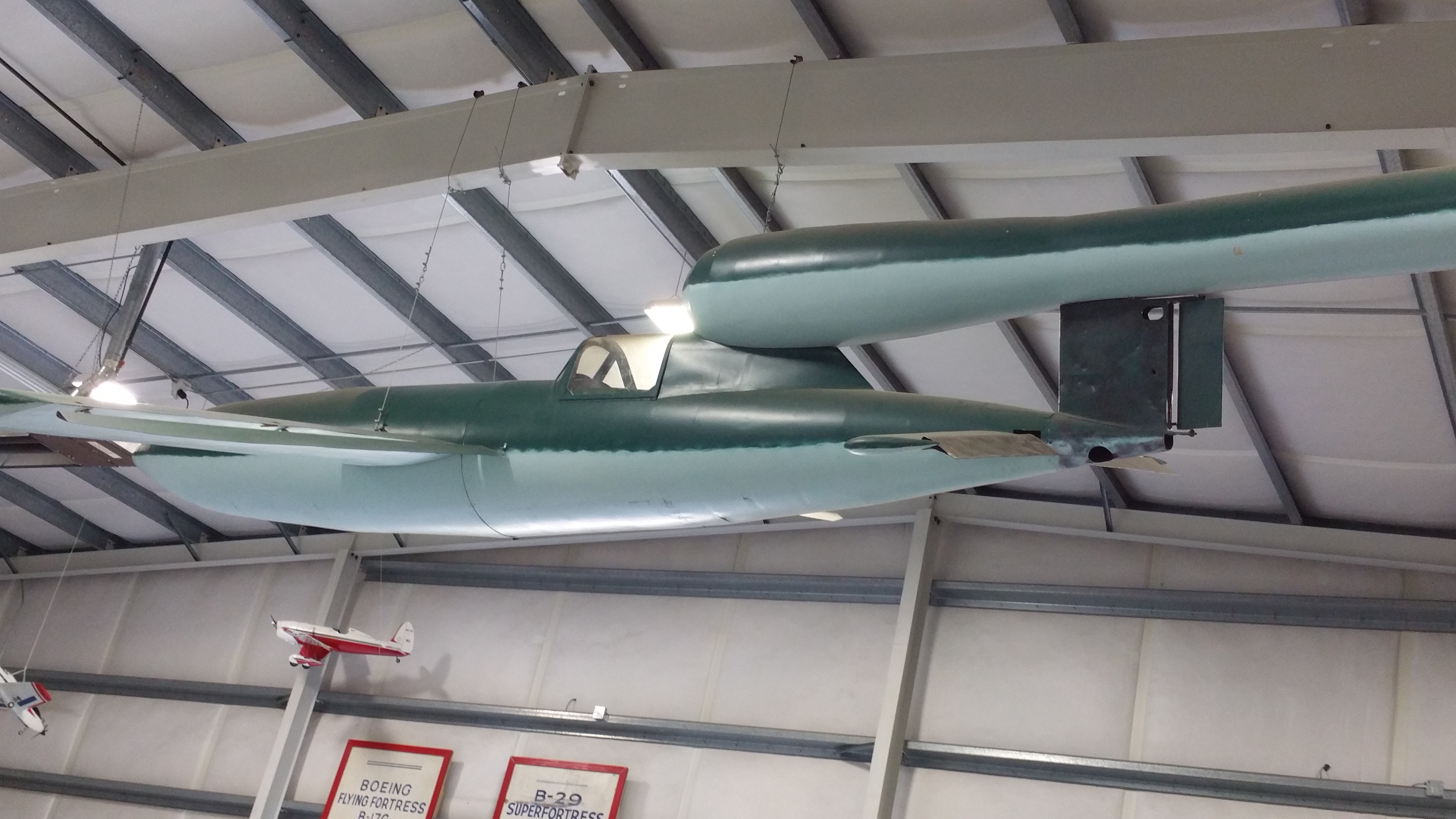
Olympic Flight Museum: dettaglio della parte posteriore del Fi 103R esposto; la differenza nel colore evidenzia le parti originali della coda.
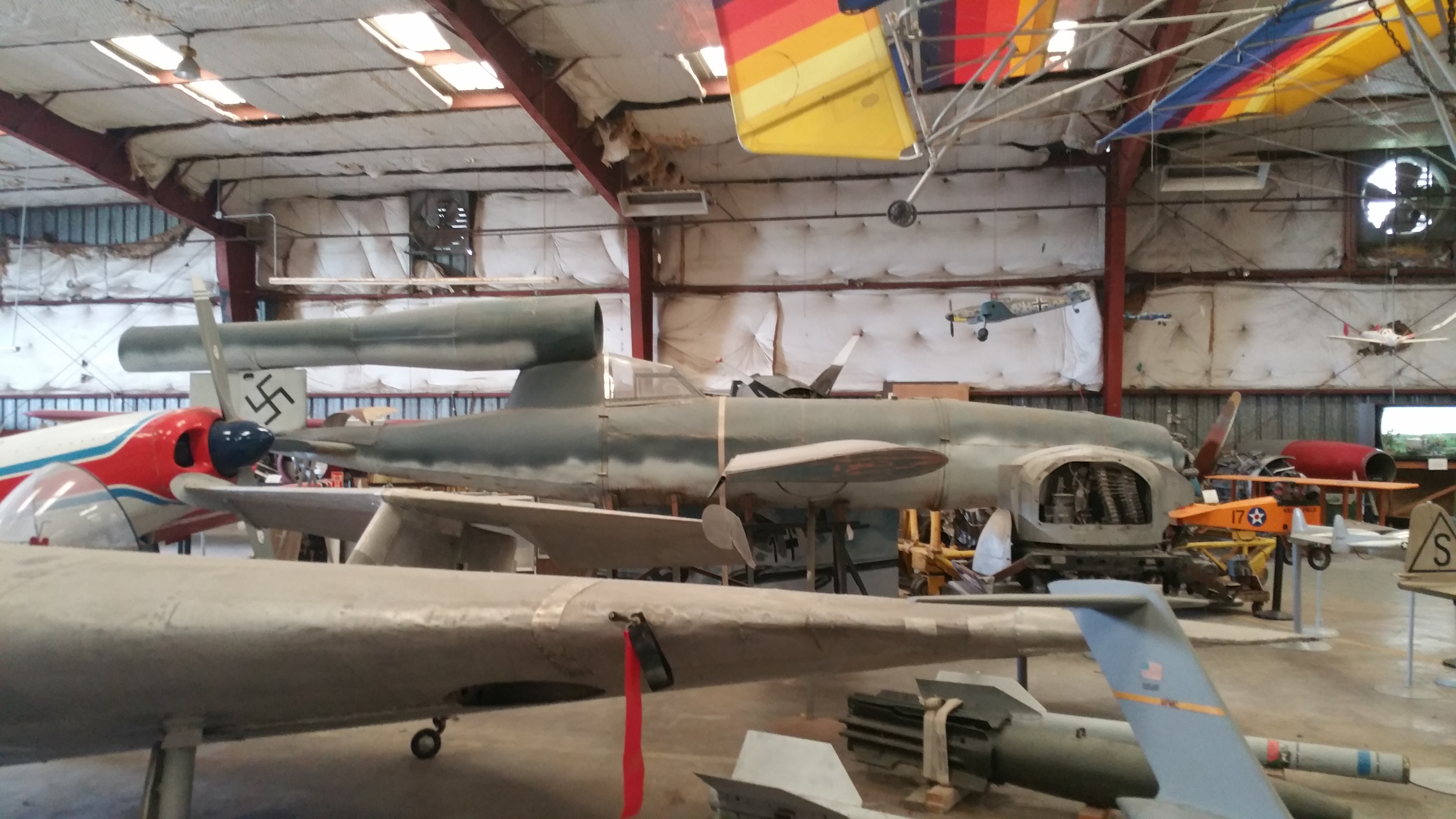
Texas Air Museum: il 103R esposto.